# Пам'ятки національного значення Миколаївської області
Перелік пам'яток національного значення, розташованих у Миколаївській області:

## Пам'ятки архітектури та містобудування

### Миколаїв
| № з/п | Історична назва об'єкту культурної спадщини               | Місце розташування об'єктів історико-культурного призначення | Наявність правоустановчих документів         | Охоронний номер | Площа земельної ділянки | Зображення |
| ----- | --------------------------------------------------------- | ------------------------------------------------------------ | -------------------------------------------- | --------------- | ----------------------- | ---------- |
| 1     | Комплекс будівель Морського відомства:                    | Вулиця Набережна, Перша Слобідська                           | Наказ Держкомбуду від 2 червня 1999 р. № 128 | 534/0           | —                       |            |
| 2     | Брама і мури корабельні                                   | Вулиця Набережна                                             | Наказ Держкомбуду від 2 червня 1999 р. № 128 | 534/1           | —                       |            |
| 3     | Олександрівська чоловіча гімназія                         | Вулиця Перша Слобідська, 2                                   | Наказ Держкомбуду від 2 червня 1999 р. № 128 | 534/2           | —                       |            |
| 4     | Старофлотські казарми 1-й корпус                          | Вулиця Набережна, 29                                         | Наказ Держкомбуду від 2 червня 1999 р. № 128 | 534/3           | —                       |            |
| 5     | Старофлотські казарми 2-й корпус                          | Вулиця Набережна, 29                                         | Наказ Держкомбуду від 2 червня 1999 р. № 128 | 534/4           | —                       |            |
| 6     | Миколаївська астрономічна обсерваторія                    | Вулиця Обсерваторна, 1а                                      | Наказ Держкомбуду від 2 червня 1999 р. № 128 | 535             | —                       |            |
| 7     | Свято-Микільський соборний храм                           | Вулиця Фалєєвська, 4                                         | Наказ Держкомбуду від 2 червня 1999 р. № 128 | 536             | —                       |            |
| 8     | Офіцерське зібрання                                       | Вулиця Артилерійська, 7                                      | Наказ Держкомбуду від 2 червня 1999 р. № 128 | 537             | —                       |            |
| 9     | Будинок головного командира Чорноморського флоту і портів | Вулиця Адміральська, 4                                       | Наказ Держкомбуду від 2 червня 1999 р. № 128 | 1455            | —                       |            |

### Вознесенський район
| № з/п | Історична назва об'єкту культурної спадщини | Місце розташування об'єктів історико-культурного призначення | Наявність правоустановчих документів         | Охоронний номер | Площа земельної ділянки | Зображення |
| ----- | ------------------------------------------- | ------------------------------------------------------------ | -------------------------------------------- | --------------- | ----------------------- | ---------- |
| 10    | Альтанка                                    | місто Вознесенськ, парк імені Миколи Островського            | Наказ Держкомбуду від 2 червня 1999 р. № 128 | 538             | —                       |            |

### Очаківський район
| № з/п | Історична назва об'єкту культурної спадщини | Місце розташування об'єктів історико-культурного призначення | Наявність правоустановчих документів         | Охоронний номер | Площа земельної ділянки | Зображення |
| ----- | ------------------------------------------- | ------------------------------------------------------------ | -------------------------------------------- | --------------- | ----------------------- | ---------- |
| 11    | Миколаївська церква                         | місто Очаків, Вулиця Кірова, 1                               | Наказ Держкомбуду від 2 червня 1999 р. № 128 | 1457            | —                       |            |

### Первомайський район
| № з/п | Історична назва об'єкту культурної спадщини | Місце розташування об'єктів історико-культурного призначення | Наявність правоустановчих документів         | Охоронний номер | Площа земельної ділянки | Зображення |
| ----- | ------------------------------------------- | ------------------------------------------------------------ | -------------------------------------------- | --------------- | ----------------------- | ---------- |
| 12    | Покровська церква                           | місто Первомайськ, площа Радянська, 14                       | Наказ Держкомбуду від 2 червня 1999 р. № 128 | 539-1           | —                       |            |
| 13    | Дзвіниця Покровської церкви                 | місто Первомайськ, площа Радянська, 14                       | Наказ Держкомбуду від 2 червня 1999 р. № 128 | 539-2           | —                       |            |
| 14    | Катерининська церква                        | село Катеринка Первомайського району                         | Наказ Держкомбуду від 2 червня 1999 р. № 128 | 540             | —                       |            |

## Пам'ятки історії

### Миколаїв
| № з/п | Історична назва об'єкту культурної спадщини                                                        | Місце розташування об'єктів історико-культурного призначення | Наявність правоустановчих документів                   | Охоронний номер | Площа земельної ділянки | Зображення |
| ----- | -------------------------------------------------------------------------------------------------- | ------------------------------------------------------------ | ------------------------------------------------------ | --------------- | ----------------------- | ---------- |
| 15    | Могили-склепи композитора, та етнографа М. Аркаса, засновника корабельні у м. Миколаєві М. Фалеєва | Вулиця Степова, 35, громадянське кладовище                   | Постанова Кабінету Міністрів України № 928 від 3.09.09 | 140006-Н        | —                       |            |
| 16    | Могила-склеп вченого, винахідника і громадського діяча В. Н. Каразіна                              | Вулиця Степова, 35, громадянське кладовище                   | Постанова Кабінету Міністрів України № 928 від 3.09.09 | 140007-Н        | —                       |            |

## Пам'ятки археології

### Миколаїв
| № з/п | Історична назва об'єкту культурної спадщини | Місце розташування об'єктів історико-культурного призначення | Наявність правоустановчих документів                   | Охоронний номер | Площа земельної ділянки |
| ----- | ------------------------------------------- | ------------------------------------------------------------ | ------------------------------------------------------ | --------------- | ----------------------- |
| 17    | Городище                                    | Урочище Сіверсів Маяк                                        | Постанова Кабінету Міністрів України № 928 від 3.09.09 | 140002-Н        | 2 га                    |
| 18    | Поселення і некрополь «Дідова Хата 1»       | Урочище Дідова Хата                                          | Постанова Кабінету Міністрів України № 928 від 3.09.09 | 140003-Н        | 2 га                    |
| 19    | Римський військовий табір «Дідова Хата ІІІ» | Урочище Дідова Хата                                          | Постанова Кабінету Міністрів України № 928 від 3.09.09 | 140004-Н        | 0,4 га                  |
| 20    | Поселення-городище                          | Територія Миколаївського суднобудівного заводу               | Постанова Кабінету Міністрів України № 928 від 3.09.09 | 140005-Н        | 1 га                    |

### Арбузинський район
| № з/п | Історична назва об'єкту культурної спадщини | Місце розташування об'єктів історико-культурного призначення | Наявність правоустановчих документів                   | Охоронний номер | Площа земельної ділянки |
| ----- | ------------------------------------------- | ------------------------------------------------------------ | ------------------------------------------------------ | --------------- | ----------------------- |
| 21    | Поселення                                   | село Костянтинівка                                           | Постанова Кабінету Міністрів України № 928 від 3.09.09 | 140008-Н        | 1,5 га                  |
| 22    | Поселення                                   | село Семенівка                                               | Постанова Кабінету Міністрів України № 928 від 3.09.09 | 140009-Н        | 0,6 га                  |

### Баштанський район
| № з/п | Історична назва об'єкту культурної спадщини | Місце розташування об'єктів історико-культурного призначення | Наявність правоустановчих документів                   | Охоронний номер | Площа земельної ділянки |
| ----- | ------------------------------------------- | ------------------------------------------------------------ | ------------------------------------------------------ | --------------- | ----------------------- |
| 23    | Курганний могильник                         | село Костянтинівка                                           | Постанова Кабінету Міністрів України № 928 від 3.09.09 | 140010-Н        | 1,5 га                  |
| 24    | Стоянка                                     | село Лук'янівка                                              | Постанова Кабінету Міністрів України № 928 від 3.09.09 | 140011-Н        | 2 га                    |

### Березанський район
| № з/п | Історична назва об'єкту культурної спадщини | Місце розташування об'єктів історико-культурного призначення | Наявність правоустановчих документів                   | Охоронний номер | Площа земельної ділянки |
| ----- | ------------------------------------------- | ------------------------------------------------------------ | ------------------------------------------------------ | --------------- | ----------------------- |
| 25    | Поселення                                   | село Кімівка                                                 | Постанова Кабінету Міністрів України № 928 від 3.09.09 | 140012-Н        | 2,5 га                  |
| 26    | Курганний могильник                         | село Кімівка                                                 | Постанова Кабінету Міністрів України № 928 від 3.09.09 | 140013-Н        | 1 га                    |
| 27    | Городище                                    | село Матіясове                                               | Постанова Кабінету Міністрів України № 928 від 3.09.09 | 140014-Н        | 2 га                    |

### Братський район
| № з/п | Історична назва об'єкту культурної спадщини | Місце розташування об'єктів історико-культурного призначення | Наявність правоустановчих документів                   | Охоронний номер | Площа земельної ділянки |
| ----- | ------------------------------------------- | ------------------------------------------------------------ | ------------------------------------------------------ | --------------- | ----------------------- |
| 28    | Курган                                      | Селищеще Людмилівка                                          | Постанова Кабінету Міністрів України № 928 від 3.09.09 | 140015-Н        | 0,5 га                  |
| 29    | Стоянка                                     | село Українець                                               | Постанова Кабінету Міністрів України № 928 від 3.09.09 | 140016-Н        | 3 га                    |

### Веселинівський район
| № з/п | Історична назва об'єкту культурної спадщини | Місце розташування об'єктів історико-культурного призначення | Наявність правоустановчих документів                   | Охоронний номер | Площа земельної ділянки |
| ----- | ------------------------------------------- | ------------------------------------------------------------ | ------------------------------------------------------ | --------------- | ----------------------- |
| 30    | Фортеця                                     | село Кременівка                                              | Постанова Кабінету Міністрів України № 928 від 3.09.09 | 140017-Н        | 7,5 га                  |
| 31    | Городище                                    | село Покровка                                                | Постанова Кабінету Міністрів України № 928 від 3.09.09 | 140018-Н        | 1 га                    |

### Вознесенський район
| № з/п | Історична назва об'єкту культурної спадщини | Місце розташування об'єктів історико-культурного призначення | Наявність правоустановчих документів                   | Охоронний номер | Площа земельної ділянки |
| ----- | ------------------------------------------- | ------------------------------------------------------------ | ------------------------------------------------------ | --------------- | ----------------------- |
| 32    | Стоянка                                     | Смт Олександрівка                                            | Постанова Кабінету Міністрів України № 928 від 3.09.09 | 140019-Н        | 1,6 га                  |

### Доманівський район
| № з/п | Історична назва об'єкту культурної спадщини | Місце розташування об'єктів історико-культурного призначення | Наявність правоустановчих документів                   | Охоронний номер | Площа земельної ділянки |
| ----- | ------------------------------------------- | ------------------------------------------------------------ | ------------------------------------------------------ | --------------- | ----------------------- |
| 33    | Стоянка                                     | село Анетівка                                                | Постанова Кабінету Міністрів України № 928 від 3.09.09 | 140020-Н        | 1,8 га                  |

### Миколаївський район
| № з/п | Історична назва об'єкту культурної спадщини | Місце розташування об'єктів історико-культурного призначення | Наявність правоустановчих документів                   | Охоронний номер | Площа земельної ділянки |
| ----- | ------------------------------------------- | ------------------------------------------------------------ | ------------------------------------------------------ | --------------- | ----------------------- |
| 34    | Поселення                                   | село Тернувате                                               | Постанова Кабінету Міністрів України № 928 від 3.09.09 | 140021-Н        | 1 га                    |

### Очаківський район
| № з/п | Історична назва об'єкту культурної спадщини | Місце розташування об'єктів історико-культурного призначення | Наявність правоустановчих документів                   | Охоронний номер | Площа земельної ділянки |
| ----- | ------------------------------------------- | ------------------------------------------------------------ | ------------------------------------------------------ | --------------- | ----------------------- |
| 35    | Поселення «Пітухівка І»                     | село Дмитрівка                                               | Постанова Кабінету Міністрів України № 928 від 3.09.09 | 140022-Н        | 4,8 га                  |
| 36    | Поселення «Пітухівка ІІ»                    | село Дмитрівка                                               | Постанова Кабінету Міністрів України № 928 від 3.09.09 | 140023-Н        | 2 га                    |
| 37    | Городище-фортеця                            | село Дмитрівка                                               | Постанова Кабінету Міністрів України № 928 від 3.09.09 | 140024-Н        | 1,25 га                 |
| 38    | Городище                                    | острів Березань                                              | Постанова Кабінету Міністрів України № 928 від 3.09.09 | 140025-Н        | 32 га                   |
| 39    | Городище                                    | село Козирка                                                 | Постанова Кабінету Міністрів України № 928 від 3.09.09 | 140026-Н        | 4,8 га                  |
| 40    | Стародавнє місто Ольвія                     | село Парутине                                                | Постанова Кабінету Міністрів України № 928 від 3.09.09 | 140027-Н        | 330 га                  |

### Первомайський район
| № з/п | Історична назва об'єкту культурної спадщини | Місце розташування об'єктів історико-культурного призначення | Наявність правоустановчих документів                   | Охоронний номер | Площа земельної ділянки |
| ----- | ------------------------------------------- | ------------------------------------------------------------ | ------------------------------------------------------ | --------------- | ----------------------- |
| 41    | Поселення                                   | Між сілами Грушівка та Мигія                                 | Постанова Кабінету Міністрів України № 928 від 3.09.09 | 140028-Н        | 0,5 га                  |
| 42    | Курганний могильник                         | село Кінецьпіль                                              | Постанова Кабінету Міністрів України № 928 від 3.09.09 | 140029-Н        | 2 га                    |

### Снігурівський район
| № з/п | Історична назва об'єкту культурної спадщини | Місце розташування об'єктів історико-культурного призначення | Наявність правоустановчих документів                   | Охоронний номер | Площа земельної ділянки |
| ----- | ------------------------------------------- | ------------------------------------------------------------ | ------------------------------------------------------ | --------------- | ----------------------- |
| 43    | Городище                                    | село Олександрівка                                           | Постанова Кабінету Міністрів України № 928 від 3.09.09 | 140030-Н        | 2 га                    |

## Ландшафтні пам'ятки
| №№ з/п | Історична назва об'єкту культурної спадщини                              | Місце розташування об'єктів історико-культурного призначення                                            | Наявність правоустановчих документів                   | Охоронний номер | Площа земельної ділянки |
| ------ | ------------------------------------------------------------------------ | --- | ------------------------------------------------------ | --------------- | ----------------------- |
| 44     | Історичний ландшафт центру Буго-Гардівської паланки Війська Запорозького | село Богданівка Доманівського району, смт Костянтинівка Арбузинського району та місто Південноукраїнськ | Постанова Кабінету Міністрів України № 928 від 3.09.09 | 140001-Н        | Приблизно 50 га         |